# Paul à Montréal
Paul à Montréal est une bande dessinée de Michel Rabagliati, publiée en 2017 aux éditions La Pastèque.

## Résumé
Pour le 375e anniversaire de Montréal, Michel Rabagliati a réalisé 12 cases de bande dessinée géantes qui créent un parcours dans le quartier du Plateau Mont-Royal. Il y a ajouté plusieurs planche anecdotes sur l'histoire de la ville.
C'est un hors-série dans la suite des Paul. Le format diffère également, car le livre est édité en format à l'italienne,,,.